# Mandylion (album de The Gathering)
Pour l’article homonyme, voir Mandylion.
Albums de The Gathering
Almost a Dance
(1991) Nighttime Birds
(1997)
Singles
1. Strange Machines
Sortie : 1995

Mandylion est le 3e album du groupe néerlandais The Gathering, et le premier avec la chanteuse Anneke van Giersbergen. Il est sorti le 22 août 1995 sur le label Century Media et fut produit par Siggi Bemm, Waldemar Sorychta et le groupe. Il marque l'avènement de la scène metal atmosphérique à chanteuse, rencontrant un immense succès en Europe.

## Historique
En 1994, le groupe se sépare de ses deux vocalistes, Niels Duffhuës et Martine van Loom et se met à la recherche d'un nouveau vocaliste. Le groupe décide de prendre une année sabbatique en s'éloignant des scènes. Hans et René Rutten font leur service militaire et le groupe ne peut répéter que le samedi. Néanmoins, les cinq musiciens composent toutes les musiques de ce qui sera leur troisième album avant qu'Anneke les rejoigne. Cette dernière écrira tous les textes de l'album.
Une fois au complet, le groupe enregistre ses démos en juin 1994 au studios Beaufort et début 1995 aux Double Noise Studios à Tilbourg. Ils rejoignent les studios Woodhouse à Hagen en Allemagne de l'ingénieur du son allemand Siggi Bemm. Il ne faudra que seize jours (du 1er au 16 juin 1995) pour enregistrer et mixer les huit titres qui composent cet album. Siggi Bemm, Waldemar Sorychta et le groupe produisent l'album qui sortira le 22 août 1995 sur le label Century Media.
Cet album se classa à la 20e place des charts néerlandais. Le single, Strange Machines, dans une version écourtée), se classa à la 37e place de ces mêmes charts

## Liste des titres
- Toutes les musiques sont signées par le groupe, les textes sont signés par Anneke Van Giersbergen

### Album original
1. Strange Machines - 6:04
2. Eléanor - 6:42
3. In Motion #1 - 6:56
4. Leaves - 6:01
5. Fear The Sea - 5:50
6. Mandylion (instrumental) - 5:01
7. Sand & Mercury - 9:57
8. In Motion #2 - 6:08

### Cd bonus réédition 2005
Il s'agit de démos enregistrées par le groupe en 1994 et 1995
1. In Motion # 1 - 7:28 *
2. Mandylion (instrumental) - 4:42 *
3. Solar Glider (instrumental) - 4:35 *
4. Eléanor - 6:38 **
5. In Motion # 2 - 7:18 **
6. Third Chance - 5:53 **
7. Fear the Sea - 6:27 **

- Les titres marqués par * sont des démos enregistrées en juin 1994 aux Beaufort studios.
- Les titres marqués par ** sont des démos enregistrées début 1995 aux Double Noise Studios à Tilbourg.

## Musiciens
- Anneke Van Giersbergen : chant
- René Rutten : guitares, flûte
- Jelmer Wiersma : guitares
- Frank Boeijen : claviers, synthétiseurs
- Hugo Prinsen Geerligs : basse
- Hans Rutten : batterie, percussions

## Charts
Charts album
| Pays     | Durée du classement | Meilleur classement |
| -------- | ------------------- | ------------------- |
| Pays-Bas | 39 semaines         | 20e                 |

Charts single
| Année | Single           | Chart       | Durée du classement | Position |
| ----- | ---------------- | ----------- | ------------------- | -------- |
| 1996  | Strange Machines | Mega Top 50 | 4 semaines          | 37e      |

## Différentes versions
- Version européenne sortie chez Century Media en 1995 [CD, CD promo et picture disc ed. limitée].
- Version américaine sortie chez Century Media en 1995 [CD].
- Version japonaise sortie chez Vicp avec Adrenaline et Third Chance [CD].
- Version mexicaine sortie chez Scarecrow Records [CD].
- Version européenne 10e anniversaire sortie chez Century Media en 2005 [2 CD avec démos sur le 2nd CD].